# Esquièze-Sère

Esquièze-Sère este o comună în departamentul Hautes-Pyrénées din sudul Franței. În 2009 avea o populație de 383 de locuitori.

## Evoluția populației
| An        | 1975 | 1982 | 1990 | 1999 | 2006 | 2009 |
| --------- | ---- | ---- | ---- | ---- | ---- | ---- |
| Populație | 503  | 443  | 500  | 464  | 418  | 383  |